# Ella Rainesová
Ella Wallace Rainesová (6. srpna 1920 Fall City – 30. května 1988 Sherman Oaks) byla americká filmová a televizní herečka.

## Život

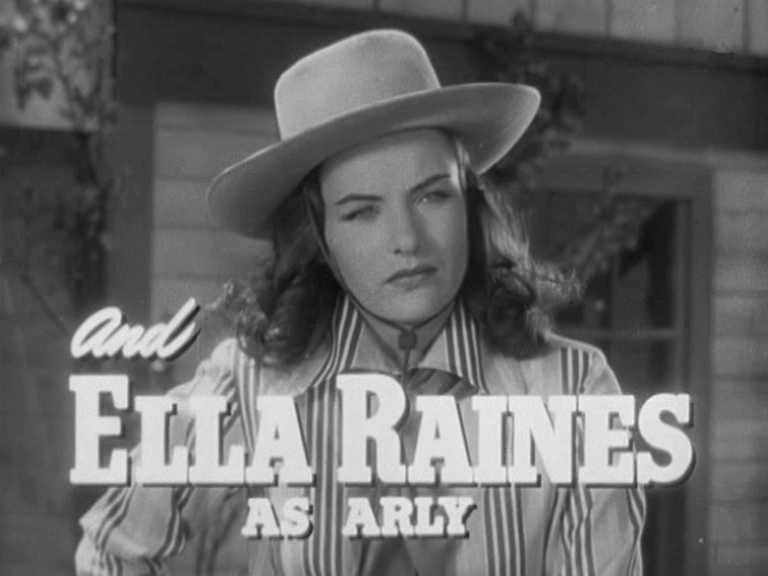
Ella Rainesová ve filmu Tall in the Saddle (1944)

Narodila se 6. srpna ve městě Fall City ve Washingtonu a studovala drama na Washingtonské univerzitě. Po absolvování začala hrát na Broadwayi, kde si jí všiml známý podnikatel a producent Howard Hughes. Brzy nato podepsala smlouvu s jeho společností BH Productions a v roce 1943 debutovala ve válečném filmu Corvette K-225. Její filmová kariéra se rychle rozběhla a jen během roku 1944 si zahrála hned v pěti filmech. Po roce 1945 však začala být obsazovaná čím dál víc jen do béčkových filmů a kariéra jí stejně rychle začala i upadat.
Z toho důvodu se zaměřila spíše na televizi, ale v roce 1957 svou kariéru ukončila, jelikož se chtěla věnovat hlavně svým dvěma dětem.
Vdala se celkem dvakrát, ale i druhé manželství s Robinem Oldsem, stíhacím pilotem USAAF, skončilo rozvodem.
Za život byla nucena dvakrát potratit, jedno dítě se jí narodilo mrtvé a i obě její dcery tragicky zahynuly.
Dne 30. května 1988 podlehla rakovině ve věku 67 let.

## Filmografie (výběrová)
- 1943 Corvette K-225 (režie Richard Rosson, Howard Hawks)
- 1944 Tall in the Saddle (režie Edwin L. Marin)
- 1944 Scotland Yard zasahuje (režie Robert Siodmak)
- 1944 Přízračná dáma (režie Robert Siodmak)
- 1944 Enter Arsene Lupin (režie Ford Beebe)
- 1944 Ať žije hrdina dobyvatel (režie Preston Sturges)
- 1945 The Strange Affair on Uncle Harry (režie Robert Siodmak)
- 1946 White Tie and Tails (režie Charles Barton)
- 1946 The Runaround (režie Charles Lamont)
- 1947 Time Out of Mind (režie Robert Siodmak)
- 1947 The Web (režie Michael Gordon)
- 1947 The Senator Was Indiscreet (režie Charles MacArthur)
- 1949 Unikající hory (režie John Sturges)
- 1949 Impact (režie Arthur Lubin)
- 1949 A Dangerous Profession (režie Ted Tetzlaff)
- 1950 The Second Face (režie Jack Bernhard)
- 1950 Singing Guns (režie R.G. Springsteen)
- 1951 Fighting Coast Guard (režie Joseph Kane)
- 1954 Janet Dean, Registered Nurse (Seriál), (režie James Neilson, Peter Godfrey, Jack Gage)
- 1956 The Man in the Road (režie Lance Comfort)